# Подшивалов Володимир Іванович
Володимир Іванович Подшивалов (1 листопада 1930 — 26 лютого 2012, місто Київ) — український радянський діяч, 1-й секретар Харківського міського комітету КПУ. Кандидат у члени ЦК КПУ в 1976—1981 р. Член ЦК КПУ в 1981—1986 р. Депутат Верховної Ради УРСР 10-го скликання.

## Біографія
Трудову діяльність розпочав у 1944 році токарем машинобудівного підприємства міста Єревана Вірменської РСР.
У 1948—1950 роках — токар-розточувальник Ізюмського паровозоремонтного заводу Харківської області. Служив у Радянській армії.
Освіта вища. У 1959 році закінчив Харківський політехнічний інститут.
Член КПРС з 1959 року.
З 1959 року працював інженером-конструктором Харківського тракторного заводу імені Серго Орджонікідзе.
У 1963—1970 роках — 2-й секретар Орджонікідзевського районного комітету КПУ міста Харкова.
У 1970—1974 роках — 1-й секретар Орджонікідзевського районного комітету КПУ міста Харкова.
У 1974—1976 роках — 2-й секретар Харківського міського комітету КПУ Харківської області.
У 1976—1983 роках — 1-й секретар Харківського міського комітету КПУ Харківської області.
У 1984—1986 роках — директор Харківського велосипедного заводу.
З 1986 року — директор Київського мотоциклетного заводу.
Потім — на пенсії в місті Києві, де й помер. Похований в колумбарії Харківського міського кладовища № 2.

## Нагороди
- орден Леніна
- два ордени Трудового Червоного Прапора
- медалі
- Почесна грамота Президії Верховної Ради Української РСР
- почесний громадянин міста Харкова (23.06.2010)